# Annelie
Annelie bzw. Anneli ist ein weiblicher Vorname.

## Herkunft und Bedeutung
Annelie ist eine ursprünglich aus dem süddeutschen Raum stammende Koseform von Anna (hebr. „die Begnadete“). Eine weitere Herkunft des Namens ist die Kurzform von Anneliese, eine Zusammensetzung aus Anna und Elisabeth.

## Bekannte Namensträgerinnen
- Anneli Aejmelaeus (* 1948), finnische Theologin
- Anneli Andelén (* 1968), schwedische Fußballspielerin
- Annelie Brendel (* 1983), deutsche Fußballspielerin
- Annelie Buntenbach (* 1955), deutsche Gewerkschafterin
- Anneli Drecker (* 1969), norwegische Sängerin
- Annelie Ehrhardt (1950–2024), deutsche Leichtathletin und Olympiasiegerin
- Annelie Faber-Wegener (* 1959), deutsche Politikerin (CDU), Bürgermeisterin von Blieskastel
- Anneli Ute Gabanyi (* 1942), deutsche Politikwissenschaftlerin, Philologin und Journalistin
- Anneli Giske (* 1985), norwegische Fußballspielerin
- Anneli Granget (1935–1971), deutsche Schauspielerin
- Anneli Hennen (1930–1990), deutsche Badmintonspielerin
- Anneli Jäätteenmäki (* 1955), finnische Politikerin
- Annelie Keil (* 1939), deutsche Gesundheitswissenschaftlerin
- Annelie Kever-Henseler (* 1947), deutsche Politikerin
- Anneli Cahn Lax (1922–1999), US-amerikanische Mathematikerin
- Annelie Leitner (* 1996), österreichische Fußballspielerin
- Annelie Marquardt (* 1947), deutsche Juristin
- Anneli Martini (* 1948), schwedische Schauspielerin
- Anneli Parts (* 1968), estnische Badmintonspielerin und -trainerin
- Annelie Paulus (* 1956), deutsche Politikerin
- Annelie Ramsbrock (* 1972), deutsche Historikerin
- Anneli-Marie Riße (1998–2015), deutsches Entführungsopfer
- Annelie Runge (* 1943), deutsche Filmregisseurin, Drehbuchautorin und Journalistin
- Anneli Saaristo (* 1949), finnische Sängerin
- Annelie Thorndike (1925–2012), deutsche Dokumentaristin
- Annelie Unger (* 1951), deutsche Gewerkschafterin
- Anneli Wahlgren (* 1971), schwedische Fußballspielerin
- Annelie Wilden (* 1949), deutsche Sprinterin